# Zdeněk Koubek
Zdeněk Koubek, wcześniej znany jako Zdena „Zdeňka” Koubková (ur. 8 grudnia 1913, zm. 12 czerwca 1986) – transpłciowy lekkoatleta z Czechosłowacji. Zdobył dwa medale na Igrzyskach Świata Kobiet w 1934 roku i kilka tytułów krajowych w biegach na 100–800 m, skoku w dal i skoku wzwyż, a także ustanowił kilka rekordów świata w biegach. W 1936 przeszedł operację uzgodnienia płci na męską i przeszedł na emeryturę od lekkiej atletyki.

## Biografia
Koubek urodził się w Paskowie, w rodzinie ośmiorga rodzeństwa. Wkrótce po jego urodzeniu rodzina przeniosła się do Brna, gdzie skończył szkołę i rozpoczął treningi lekkoatletyczne. Koubek kontynuował naukę i treningi w Pradze.
W 1934 roku zdobył pięć tytułów mistrzowskich w biegu na 100 m, 200 mi 800 m, skoku wzwyż i skoku w dal. 14 czerwca 1934 ustanowił swój pierwszy rekord świata na 800 m przy 2:16,4. Jego kolejny rekord świata padł w sztafecie mieszanej (2×100 m, 200 mi 800 m), jako 3:14,4. Później, w sierpniu, Koubek wygrał konkurs na 800 m na Igrzyskach Świata Kobiet w 1934 roku, osiągając rekord świata 2:12,4 i stanął na trzecim miejscu skoku w dal z rekordem kraju wynoszącym 5,70 m.
W 1935 Koubek wycofał się z zawodów i przez pół roku podróżował po Stanach Zjednoczonych. W następnym roku przeszedł operację korekty płci i zmienił imię i nazwisko. Porzucił lekkoatletykę i potencjalną karierę trenerską, a dopiero po II wojnie światowej dołączył do drużyny swojego brata Jarosława i grał w rugby dla lokalnego klubu.
Koubek spędził swoje późne lata mieszkając z żoną w Pradze, gdzie zmarł w wieku 73 lat. Powieść Zdenin světový rekord (Rekord świata Zdeny) z 1935 roku autorstwa Lídy Merlínovej opiera się na jego wczesnych latach życia i kariery.